# Fujioka
Fujioka (jap. 藤岡市 Fujioka-shi) – miasto w prefekturze Gunma w Japonii na wyspie Honsiu. Ma powierzchnię 180,29 km². W 2020 r. mieszkało w nim 63 299 osób, w 25 271 gospodarstwach domowych  (w 2010 r. 67 962 osoby, w 24 275 gospodarstwach domowych).

## Miasta partnerskie
- Kanada: Regina
- Chiny: Jiangyin
- Stany Zjednoczone: Bend